# Gmina Pajęczno
Die Gmina Pajęczno [pa'jɛntʃnɔ] ist eine Stadt-und-Land-Gemeinde im Powiat Pajęczański der Woiwodschaft Łódź in Polen. Sitz des Powiats und der Gemeinde ist die gleichnamige Stadt mit etwa 6700 Einwohnern.

## Geographie

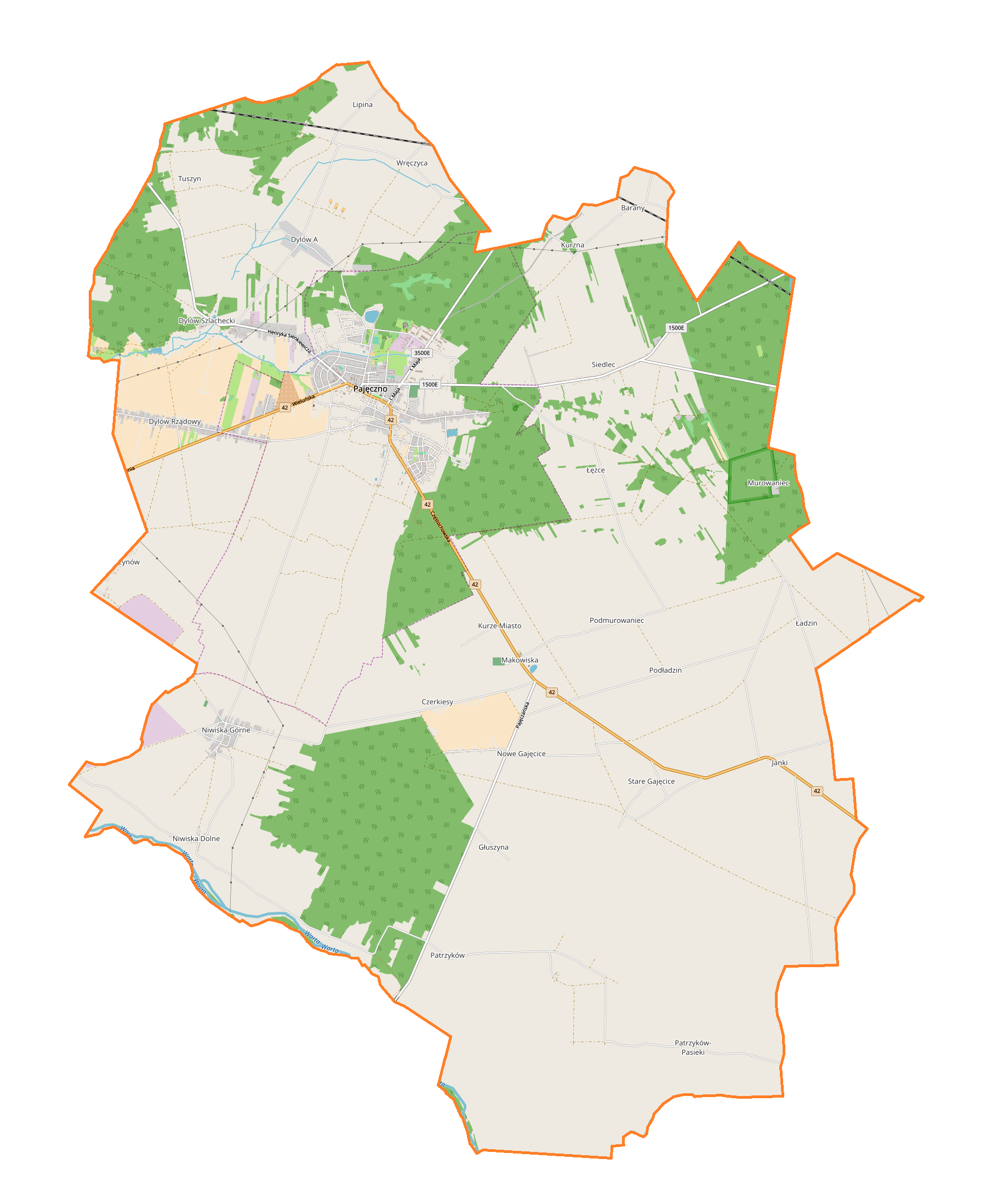
Karte der Gemeinde

Die Gemeinde liegt im Süden der Woiwodschaft und grenzt dort an die Gmina Popów in der Woiwodschaft Schlesien. Einen Teil der Grenze bildet die Warthe. Die Stadt Częstochowa liegt etwa 30 Kilometer südlich. Die anderen Nachbargemeinden in der Woiwodschaft Łódź sind: Działoszyn, Kiełczygłów, Nowa Brzeźnica, Rząśnia, Siemkowice, Strzelce Wielkie und Sulmierzyce.
Die Gemeinde hat eine Fläche von 113,0 km², von der 61 Prozent land- und 28 Prozent forstwirtschaftlich genutzt werden.

## Geschichte
Die Gemeinde wurde 1975 aus der Stadt- und der Landgemeinde gebildet. Pajęczno war seit 1956 Sitz eines Powiats und hatte 1958 die Stadtrechte erhalten. Im Jahr 1975 wurde der Powiat wieder aufgelöst und die Gemeinde kam bis Ende 1998 zur Woiwodschaft Częstochowa. Nach deren Auflösung wurde Pajęczno wieder Sitz des Powiat und Teil der Woiwodschaft Łódź.

## Gliederung
Die Stadt-und-Land-Gemeinde (gmina miejsko-wiejska) Pajęczno mit 11.491 Einwohnern (Stand 31. Dezember 2020) besteht aus der Stadt selbst und 21 Dörfern mit 19 Schulzenämtern (sołectwa). Diese sind:
- Czerkiesy
- Dylów A mit Tuszyn
- Dylów Rządowy
- Dylów Szlachecki
- Janki
- Kurzna mit Barany
- Lipina (1943–1945 Lindenau)[3]
- Ładzin
- Łężce
- Makowiska (1943–1945 Markwiese)[3]
- Niwiska Dolne
- Niwiska Górne (1943–1945 Grenzflur)[3]
- Nowe Gajęcice
- Patrzyków
- Podmurowaniec
- Siedlec
- Stare Gajęcice
- Wręczyca
- Wydrzynów

Kleinere Ortschaften der Gemeinde sind Grabiec, Podładzin und Sierociniec. Kolonien sind Czerkiesy, Kurze Miasto, Majorat; hinzu kommen die Waldsiedlungen Gajęcice-Gajówka, Patrzyków und Wistka.

## Denkmalgeschützte Sehenswürdigkeiten
- Pfarrkirche in Pajęczno, 1748–1753 errichtet[4][5]
- Friedhof in Pajęczno (19. Jahrhundert)[6]
- Haus ul. Kościuszki 41/43 in Pajęczno (19. Jahrhundert)[7]
- Windmühle in Pajęczno (19. Jahrhundert); vermutlich abgegangen[8]
- Friedhof in Makowiska (älterer Teil)[9]

Nicht unter Denkmalschutz steht die:
- Pfarrkirche in Makowiska mit freistehendem Glockenträger.

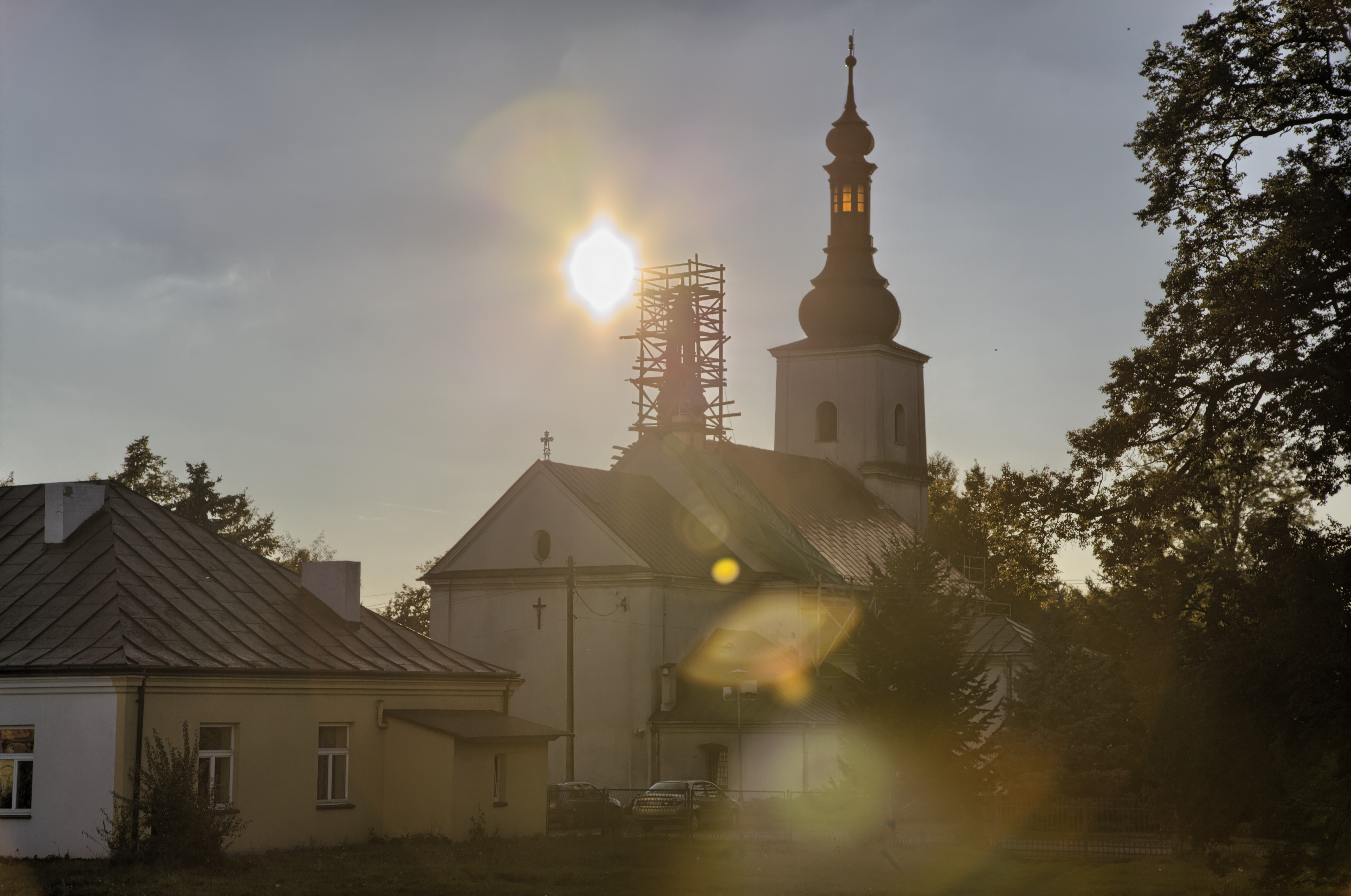
Pfarrkirche in Pajęczno
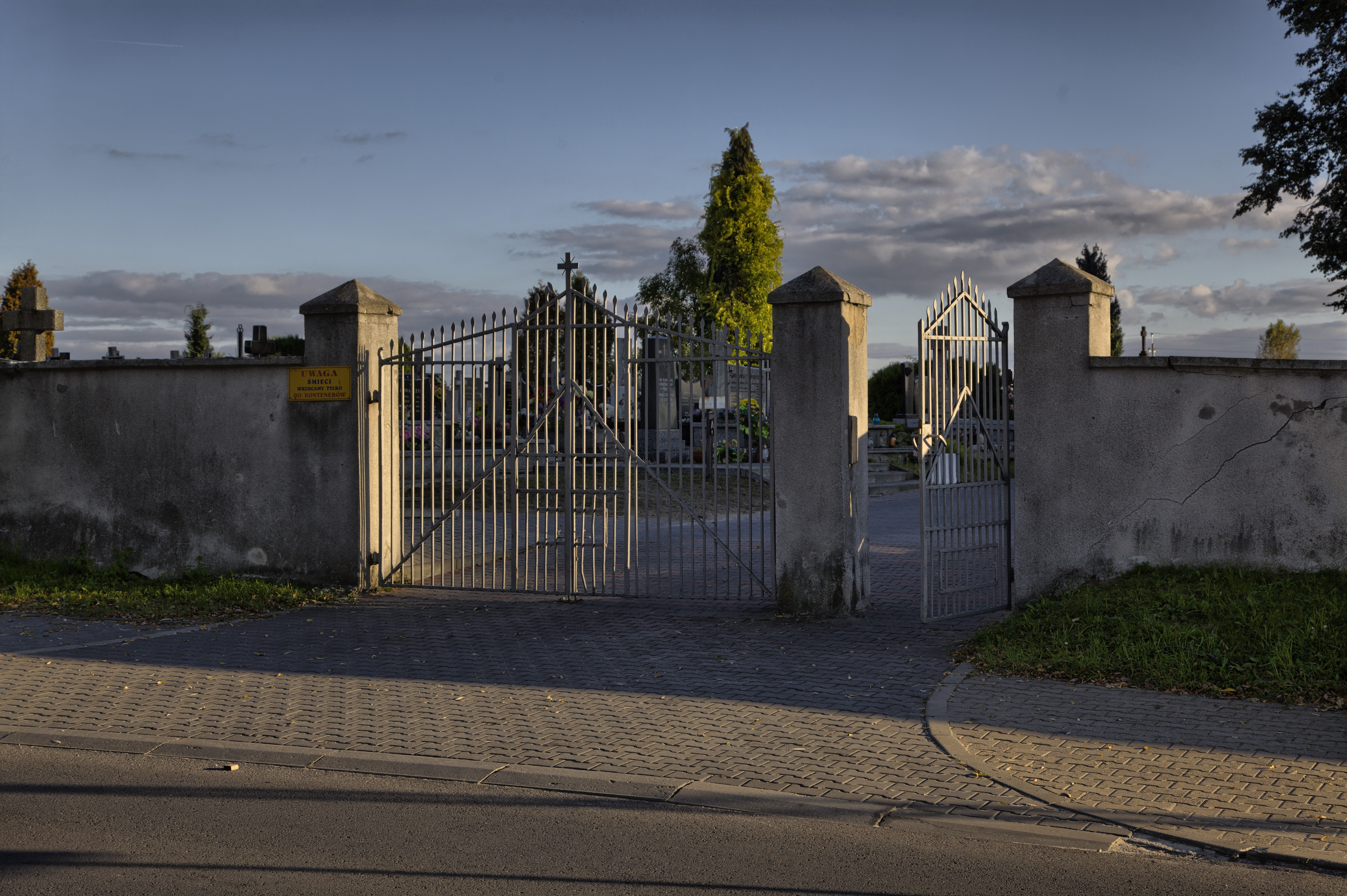
Friedhof in Pajęczno
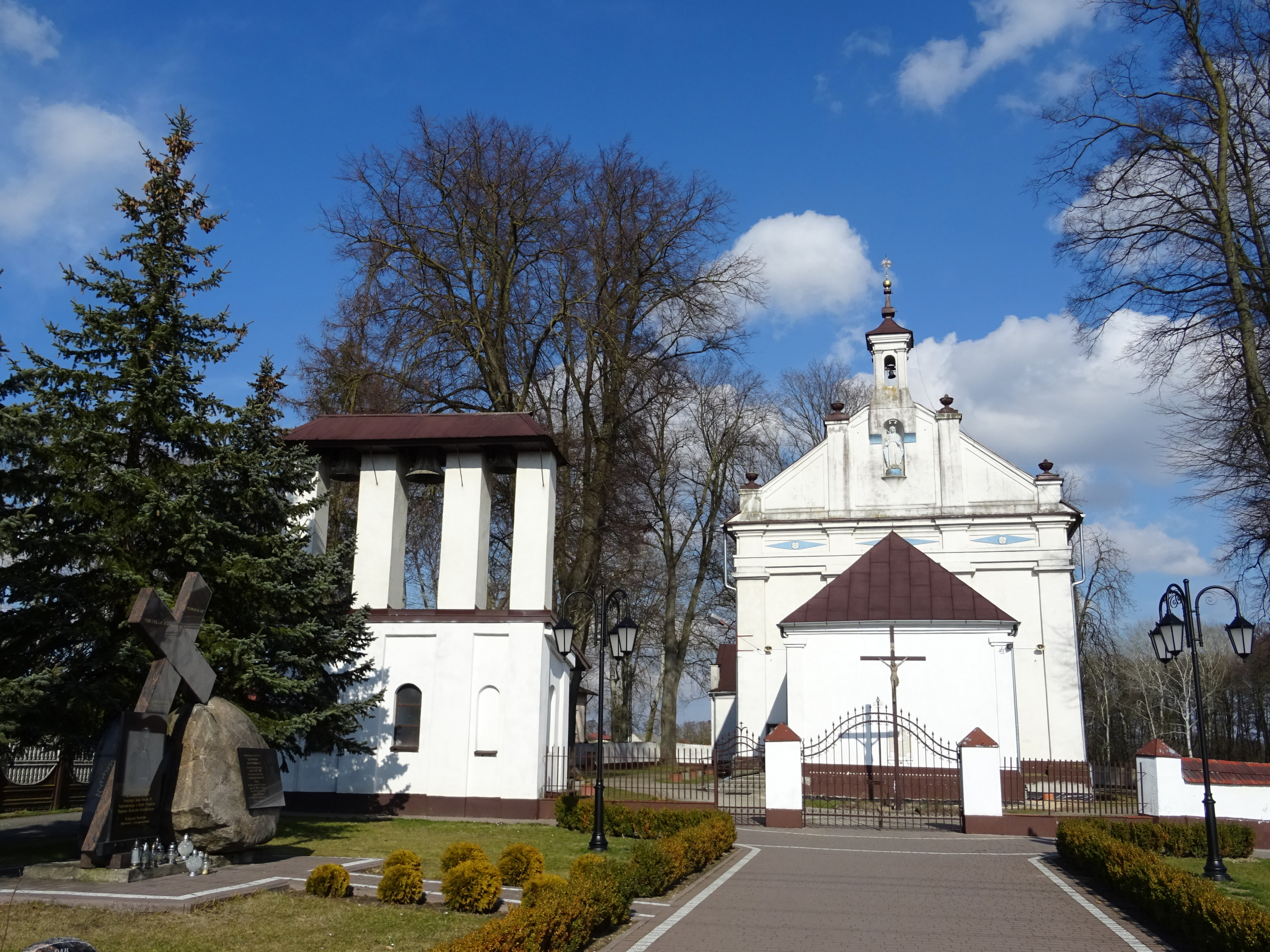
Pfarrkirche in Makowiska

## Verkehr
Durch die Gemeinde und ihren Hauptort führt die Landesstraße DK42 von Radomsko im Osten nach Wieluń im Westen. Der Flughafen Katowice liegt näher als der von  Łódź.
Der nächste Bahnhof ist der Bahnhof Biała Pajęczańska mit angrenzendem Haltepunkt Biała Szlachecka in Biała (Biała Szlachecka) an der Bahnstrecke Wyczerpy–Chorzew Siemkowice.